# Bifuncional
Em moléculas orgânicas, grupos funcionais são átomo ou átomos que são responsáveis pelas propriedades características da molécula com as exceções das ligações duplas e triplas as quais são também grupos funcionais.
Alguns grupos funcionais comuns são -COOH (ácidos carboxílicos), -CHO (aldeídos), -CONH2 (amidas), -CN (nitrilas), -OH (álcoois), etc.
Quando dois de tais grupos funcionais diferentes estão presentes em uma mesma molécula orgãnica então esta é chamada uma molécula bifuncional, a qual tem propriedades de dois diferentes tipos de grupos funcionais. Muitas das moléculas bifuncionais são usadas pera produzir medicamentos, catalisadores e também usados na polimerização por condensação, como na produção de poliéster, poliamida, etc. Etanolaminas são exemplos de moléculas bifuncionais derivadas da reação da amônia com o óxido de eteno.
Os aminoácidos são formados por moléculas bifuncionais, pois possuem na sua estrutura um grupo amino (-NH2) com propriedades básicas e um grupo carboxilo, com propriedades ácidas, e por isso, podem polimerizar forando as proteínas. Silanos são moléculas bifuncionais com a fórmula geral Y–Si(OR)3, garantindo, por exemplo em odontologia, uma maior adesividade entre compostos que contenham sílica (como fibra de vidro e determinadas cerâmicas) e compósitos (como as resinas de restauração e cimentos resinosos).
A estrutura geral de um anticorpo consiste em molécula bifuncional.
As cargas elétricas parciais positivas e negativas indicam a polaridade latente das ligações numa molécula. Quando as polaridades latentes numa molécula bifuncional se sobrepõem elas reforçam uma a outra, no que é chamado de polaridade consonante.